# Enrique (álbum)
Enrique es el álbum debut en inglés del cantante español de pop latino Enrique Iglesias, y cuarto de su carrera, Fue lanzado al mercado el 23 de noviembre de 1999 y primera para la discográfica Interscope.

## Producción
Tras el éxito de su primer sencillo "Bailamos", Enrique firmó un contrato por varios álbum con Interscope y pasó los siguientes dos meses en la grabación de su primer álbum en inglés.
El álbum también contiene un dueto con Whitney Houston, titulada "Could I Have This Kiss Forever", que Iglesias y Houston registrarse por separado. Enrique grabó la canción en Los Ángeles, California y Whitney en Hamburgo, Alemania con los dos cantando por teléfono. Lo hicieron finalmente cuando volvieron a grabar el tema para su lanzamiento. El álbum también incluía la canción "Bailamos", que había estado anteriormente en una edición especial de Enrique Cosas del amor y el álbum "Wild Wild West".

## Éxito en listas
El álbum debutó en el nº10 en el Billboard 200 y pasaría a ser certificado disco de platino en los Estados Unidos. El álbum fue un éxito en Canadá también, donde se convirtió en 8 discos de platino y en España 10 discos de platino. Alcanzó la categoría de platino en Alemania, Italia, Noruega y Polonia, y oro en Dinamarca, Suiza y otros 30 países. El álbum ha vendido 9,5 millones de copias en todo el mundo, convirtiéndose en uno de sus álbumes más exitosos hasta la fecha.

## Lista de canciones
1. "Rhythm Divine"
2. "Be With You"
3. "I Have Always Loved You"
4. "Sad Eyes"
5. "I'm Your Man"
6. "Oyeme"
7. "Could I Have This Kiss Forever"
8. "You're My #1"
9. "Alabao"
10. "Bailamos" (Wild Wild West)
11. "Rhythm Divine/Ritmo Total"
12. "Más Es Amar"
13. "No Puedo Más Sin Ti"

## Personal
- Siedah Garrett - Vocals, Vocals (bckgr)
- Whitney Houston - Artista invitada
- David Foster - Arreglista, Teclados, Productor
- Sue Ann Carwell - Voces (bckgr)
- Rusty Anderson - Bajo, Guitarra, Guitarra (Electricidad), Solista
- Paul Bushnell - Bajo
- Jim Champagne - Ingeniero asistente
- Joe Chiccarelli - Ingeniero, ingeniero de cuerdas
- Vinnie Colaiuta - Batería, Tambores (Caja)
- Luis Conte - Percusión
- Clive Davis - Productor ejecutivo
- Joel Derouin - Concert Master
- Nathan East - Bajo, bajo (vertical)
- Felipe Elgueta - Ingeniero, Programación sintetizador
- Brian Gardner - Mastering
- Humberto Gatica - Ingeniero, mezcla
- Brad Gilderman - Ingeniero
- Mick Guzauski - Mezcla
- Leyla Hoyle - Voces (bckgr)
- Sylvia Mason James - Voces (bckgr)
- Rhett Lawrence - Programación, Productor, Ingeniero, Mezcla
- Patrick Leonard - Piano, Teclados, Programación, Productor
- Lee Levin - Batería, Tambores (Caja)
- Steve MacMillan - Ingeniero
- Dan Marnien - Ingeniero
- Lester Mendez - Arreglista, Teclados, Programación, Productor, Programación de percusión
- Carlos Murguía - Voces (bckgr)
- Rick Nowels - Guitarra (Acústica), Teclados, Productor
- Kenny O'Brien - Voces (bckgr)
- Rafael Padilla - Percusión
- Richard Page - Vocals, Vocals (bckgr)
- Dean Parks - Guitarra
- Barry Paul - Vocals (bckgr)
- Wendy Pedersen - Voces (bckgr)
- Wendy Pederson - Voces
- Dave Pensado - Mezcla
- Brian Rawling - Productor
- Thom Russo - Ingeniero, mezcla
- Mike Shipley - Mezcla
- Cesar Sogbe - Mezcla
- Ramon Stagnaro - Guitarra
- Walter Turbitt - Productor, mezcla
- Michael Verdick - Ingeniero
- Tom Bender - Mezcla
- Raúl Midon - Voz, Voz (bckgr)
- Michael Hart Thompson - Guitarra
- Randy Wine - Ingeniero
- Enrique Iglesias - Voz, Productor, Productor Ejecutivo
- Suzie Katayama - Chelo, contratista
- Ron Taylor - Ingeniero
- Francis Benítez - Voces (bckgr)
- Ivy Skoff - Coordinación de producción
- William James Ross - Arreglos de cuerda
- Jose Vinader - Ingeniero
- Tim Lauber - Ingeniero asistente
- David Channing - Bouzouki, guitarra (eléctrico), ingeniero, ingeniero auxiliar
- Estéfano - Productor
- David Campbell - Director de orquesta, Arreglos de cuerda
- Gerardo Mejia - A & R
- Heitor Teixeira Pereira - Guitarra (Acústica)
- Rene Van Verseveld - Mezcla
- Joe Zook - Ingeniero asistente
- Chris Brooke - Ingeniero asistente
- Ron Last - Ingeniero
- Adam Phillips - Guitarra (Acústica), Guitarra
- Fernando Garibay - Productor, remezcla
- Adam Zimmon - Guitarra (Acústica), Guitarra, Guitarra (Eléctrica)
- Joanie Morris - Coordinación de producción
- Adam Olmsted - Ingeniero asistente
- Steve Macauley - Ingeniero asistente
- Jason Smith - Programación de batería, percusión programada
- Brent Reilly - Ingeniero asistente
- Jimmy Johnson - Bajo
- Will Catterson - Ingeniero
- Susan Martin - Voces (bckgr)
- Elliott Blakey - Ingeniero asistente
- David Ashton - Ingeniero asistente
- Nathan Martoff - Ingeniero asistente
- Mike Guzauski - Mezcla
- Carlos Paucar - Ingeniero
- Joe Amith - Programación
- Chris Anderson - Teclados, Programación
- Carlos Paicar - Ingeniero
- Nicole Yarling - Voces (bckgr)
- Wayne Rodrigues - Programación
- Paul Barry - Voces (bckgr)
- Javier Cofiño - Groomer
- Paul F. Cruz - Programación
- Mark Taylor - Teclados, Programación, Productor, Ingeniero, Mezcla
- Niko Marzouca - Ingeniero asistente
- Esmeralda Cayuelas - Vocals (bckgr)

- Datos: Q970705